# レイジ (バンド)
レイジ（RAGE）は、ドイツ出身のヘヴィメタル・バンド。
1980年代に隆盛したジャーマンメタルを代表するバンドの一つ。活動は40年以上にも及び、ピーヴィー・ワグナーが主宰を務めている。

## 概要・略歴
1984年、ピーヴィー・ワグナーを中心に結成。「Avenger」という名で活動を始め、後に現行名に改めた。メンバーは4人、3人、4人、3人と変遷を経て、現在は4人組のバンドとなっている。
2015年2月4日、公式サイトにてピーヴィは、現ラインナップの解消を発表。6月18日、新メンバーの加入を発表し活動を再開した
2020年5月にマルコスが脱退。2人のギタリストが新加入し、約20年ぶりの4人編成に移行。

## メンバー
※2021年2月時点

### 現ラインナップ
- ピーター  "ピーヴィー" ワグナー (Peter "Peavy" Wagner) - ボーカル/ベース (1984- )
ドイツのヘルネ出身。RAGE結成時より在籍する唯一のメンバー。所属レーベルの企画『ニュークリア・ブラスト・オールスターズ』の参加メンバー。デビュー前のメコン・デルタに籍を置いていた事もある。化石発掘や考古学の趣味を持っている。
- ジーン・ボールマン (Jean Bormann) - ギター (2020- )
- ヴァシリオス "ラッキー" マニアトプロス (Vassilios "Lucky" Maniatopoulos - ドラムス (2015- )
自身が在籍している、ドイツ出身のメタルバンド・Tri State Cornerではヴォーカルを務めている[3]。
- ステファン・ウェーバー (Stefan Weber) - ギター (2020- ) - 2023年より活動休止中

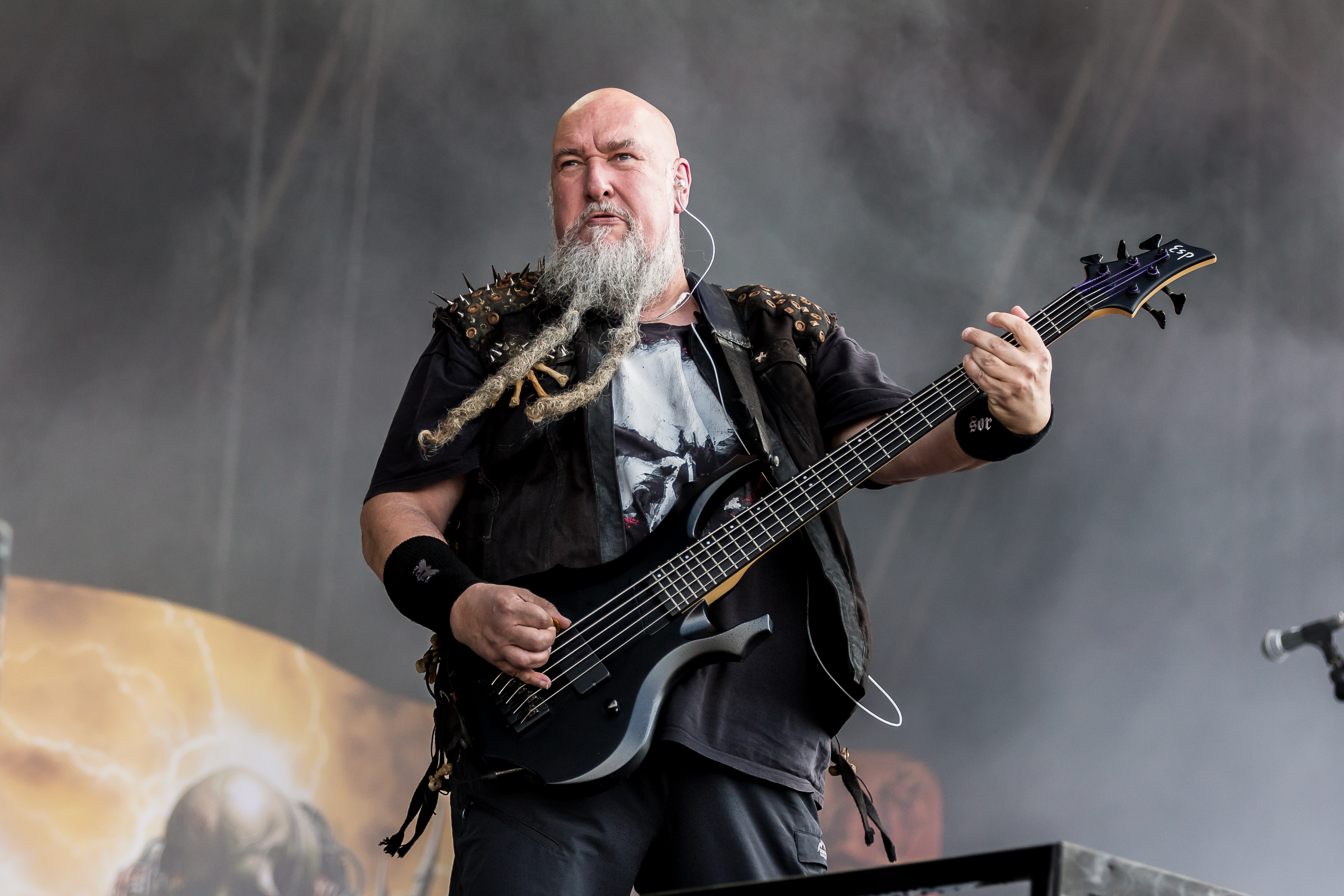
ピーヴィー・ワグナー(Vo/B) 2024年
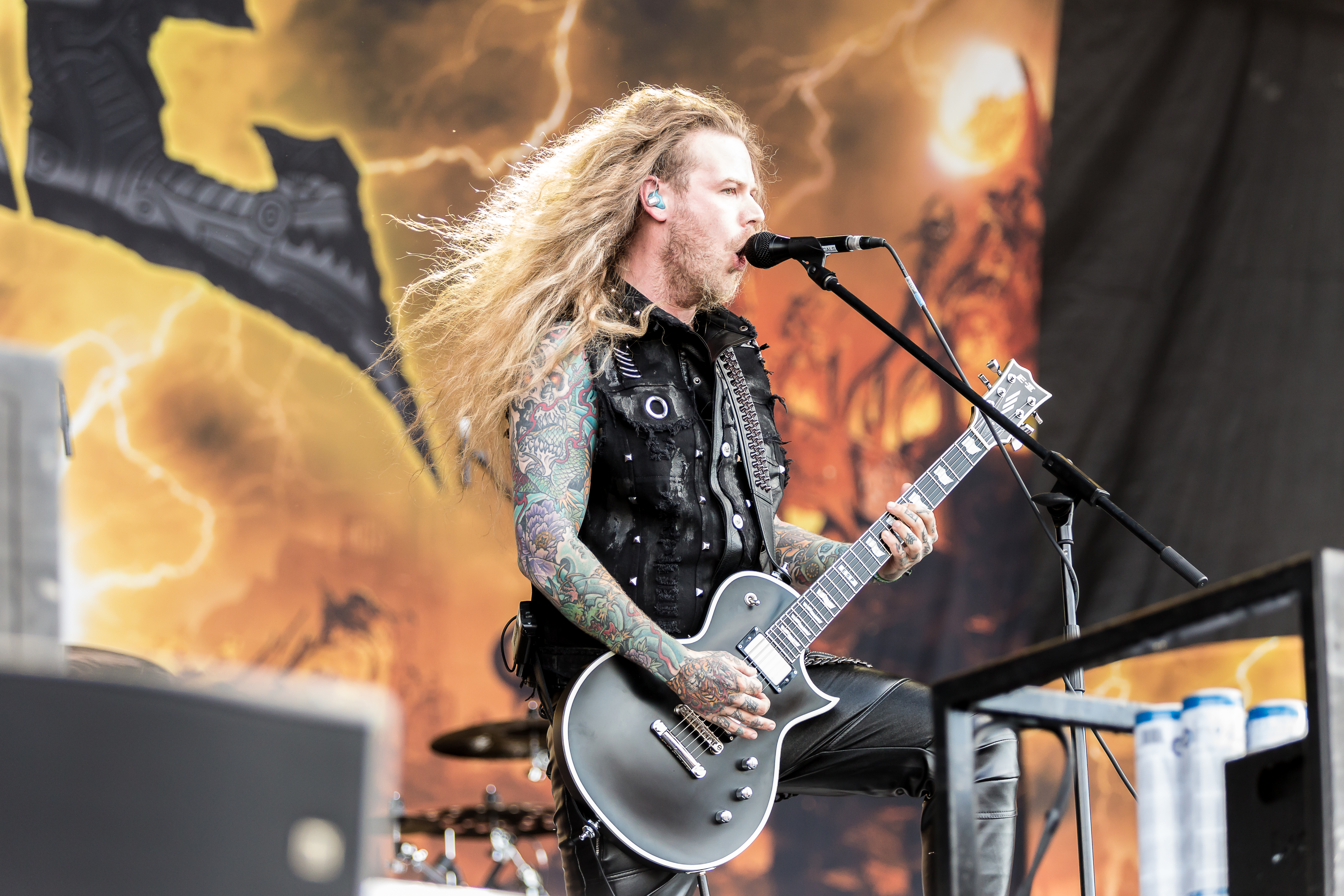
ジーン・ボールマン(G) 2024年
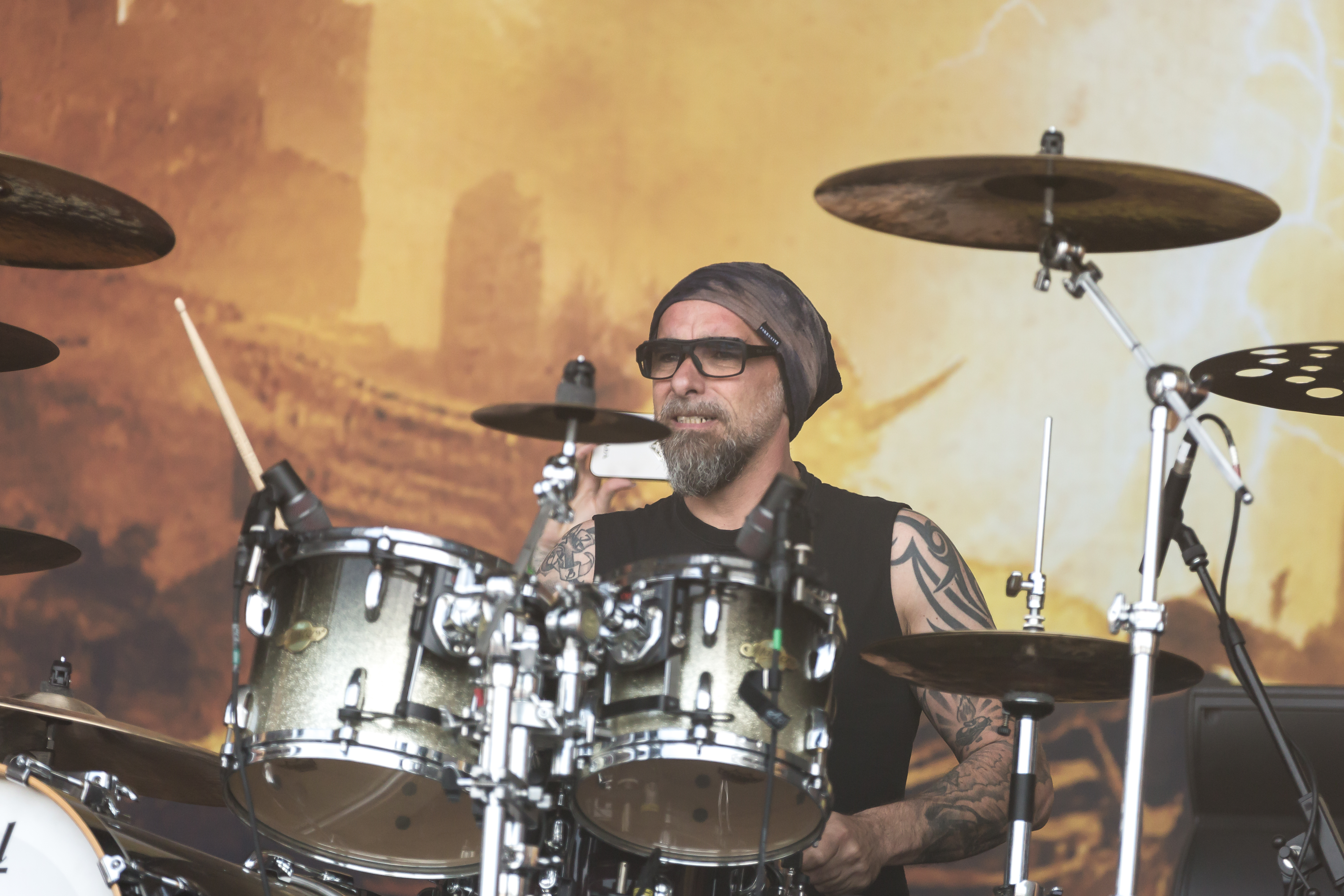
ヴァシリオス・マニアトプロス(Ds) 2024年

### 旧メンバー
ギター

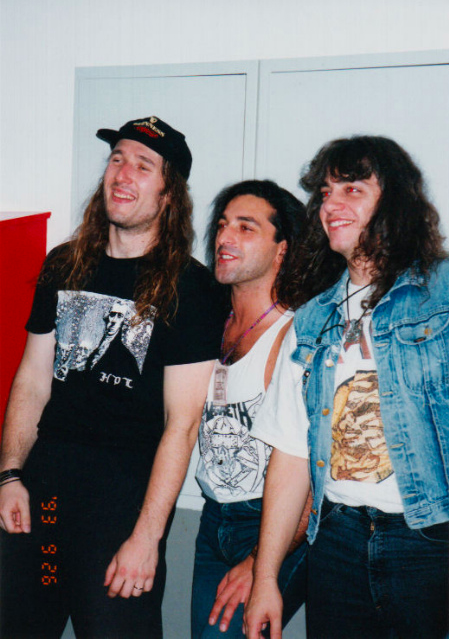
1993年ラインナップ - 左からピーヴィ、エフティミアディス(Ds)、シュミット(G)

- アルフ・メイヤーラッケン (Alf Meyerratken) (1985)
- トーマス・グリューニング (Thomas Grüning) (1985-1986)
- ヨッヘン・シュレーダー (Jochen Schröder) (1985-1987)
- ルディ・グラーフ (Rudi Graf) (1987)
- マンニ・シュミット (Manni Schmidt) (1988-1994)
RAGE脱退後はグレイヴ・ディガーに加入。現在は脱退している。
- スピロス・エフティミアディス (Spiros Efthimiadis) (1994-1999)
クリス・エフティミアディスの弟。
- スヴェン・フィッシャー (Sven Fischer) (1994-1999)
以前はピラカンダ（Pyracanda）というバンドに在籍。
- ヴィクター・スモールスキ (Victor Smolski) (1999-2015) キーボード兼任
ベラルーシのミンスク出身。父親は作曲家のドミトリー・スモールスキ。マインド・オデッセイのメンバーとしても活動している。ニュークリア・ブラスト・オールスターズのアルバム『Into the Light』では中心的な役割を担った。音楽活動の傍ら、レーシングドライバーとしても活動している。RAGE脱退後、Almanacを結成した[5]。
- マルコス・ロドリゲス (Marcos Rodriguez) - ギター (2015-2020)
ベネズエラ出身でベルギーに在住。過去に、自身率いるバンドSoundchaserでRAGEのツアーサポートを担当したことがある[3]。

ドラムス
- ヨルグ・マイケル (Jörg Michael) (1985-1987)
ストラトヴァリウス、グレイヴ・ディガー、ランニング・ワイルド、メコン・デルタ、ヘッドハンターのほか、様々なバンドでの活動歴を持つ。
- クリス・エフティミアディス (Christos(Chris) "Efti" Efthimiadis) (1988-1999)
現Sub7even。レイジ以前にはATLAINというバンドに在籍していた。ランニング・ワイルドでサポートメンバーを務めた。
- マイク・テラーナ (Mike Terrana) (1999-2006)
現マスタープラン。アーテンション、アクセル・ルディ・ペル、メタリウム、イングヴェイ・マルムスティーン、キコ・ルーレイロ、サヴェージ・サーカスなど多くのバンドでの経験を持つ。
- アンドレ・ヒルガース (André Hilgers) (2007-2015)
ドイツのレムシャイト出身。サイレント・フォースなどでも活動。ニュークリア・ブラスト・オールスターズに参加した。

キーボード
- ウリ・コーラー (Ulli Cohler) (1990)
- クリスチャン・ウォルフ (Christian Wolff) (1996–1999)

## エピソード
- 1984年の結成当初はAvengerというバンド名で活動していたが、イギリスに同名のバンドが存在したため、RAGEに改名したという。
- 2010年、ピーヴィが日本テレビのニュース番組news every.において、アイスランドの火山噴火により欠航していた飛行機の運航再開を待つ乗客としてインタビューを受けた。
- 2014年、88〜94年のラインナップであるピーヴィ、マンニ、クリスの3人でREFUGEを結成。16年には日本ツアーを開催。

## ディスコグラフィ

### Avenger
- 1985年 Prayers of Steel
- 1985年 Depraved to Black (EP)

### スタジオ・アルバム
- 1986年 Reign Of Fear
- 1987年 Execution Guaranteed
- 1988年 Perfect Man
- 1989年 Secrets In A Weird World
- 1990年 Reflections Of A Shadow
- 1992年 Trapped!
- 1993年 The Missing Link
- 1994年 10 Years In Rage - The Anniversary Album
- 1995年 Black In Mind
- 1996年 Lingua Mortis
- 1996年 End Of All Days
- 1998年 XIII
- 1999年 Ghosts
- 2001年 Welcome To The Other Side
- 2002年 Unity
- 2003年 Soundchaser
- 2006年 Speak of the Dead
- 2008年 Carved In Stone
- 2010年 Strings To A Web
- 2012年 21
- 2016年 The Devil Strikes Again
- 2017年 Seasons Of The Black
- 2020年 Wings of Rage
- 2021年 Resurrection Day
- 2024年 Afterlifelines

### ライブ・アルバム
- 2004年 From the Cradle to the Stage
- 2007年 Full Moon in St.Petersburg

### コンピレーション・アルバム
- 1998年 The Best From The Noise Years (ベストアルバム)
- 2001年 Best Of Rage - All G.U.N. Years (ベストアルバム)
- 2002年 The Classic Collection (ボックスセット)
- 2014年 The Sound Chaser Archives (レア・トラックス)

### EP・シングル
- 1989年 Invisible Horizons (シングル)
- 1991年 Extended Power (EP)
- 1992年 Beyond The Wall (EP)
- 1993年 Power of Metal (スプリット)
- 1993年 Refuge (EP)
- 1993年 The Missing Link (シングル)
- 1995年 The Crawling Chaos (シングル)
- 1997年 Higher Than The Sky (EP)
- 1997年 Live From The Vault (EP)
- 1998年 From The Cradle To The Grave (シングル)
- 1998年 In Vain - Rage In Acoustic (EP)
- 1998年 In Vain (EP)
- 2009年 Gib Dich Nie Auf/Never Give Up (EP)

### 映像作品
- 1994年 The Video Link (ビデオ)
- 2001年 Metal Meets Classic Live (DVD)
- 2003年 The Video Link (DVD)
- 2004年 From the Cradle to the Stage (DVD)
- 2007年 Full Moon in St.Petersburg (DVD)